# Gobius tigrellus
Gobius tigrellus é uma espécie de peixe da família Gobiidae.
É endémica da Indonésia.